# Chongyang Gong
Chongyang Gong bzw. Chongyang-Tempel (chinesisch 重阳宫, Pinyin Chóngyáng Gōng, englisch Chongyang Temple/Chongyang Palace) ist ein daoistischer Tempel im Kreis Hu (户县) in der chinesischen Provinz Shaanxi. Der Tempel ist nach Wang Chongyang benannt, der aus Shaanxi stammt und steht in der Tradition des Quanzhen-Daoismus. Wang Chongyang ist hier begraben.
Der Zu'an-Stelenwald des Chongyang-Tempels (chinesisch 重阳宫祖庵碑林, Pinyin Chóngyáng Gōng Zǔ’ān Bēilín) steht seit 2001 auf der Liste der Denkmäler der Volksrepublik China (5-466).